# 松田利冴
松田利冴（日语：／ Matsuda Risae，1993年7月16日—）是日本的女性聲優，大阪府出身。血型B型。I'm Enterprise所屬。

## 人物
大阪府出身。與聲優松田颯水（ARTSVISION所屬）是雙胞胎姐妹。
就讀高中的3年間在全日本動畫歌曲大賞和妹妹一起出場，2010年的第4回、2011年的第5回比賽曾獲得大阪大會優勝，並參加全國大會。
飾演《銃皇無盡的法夫納》的夏洛特·B·羅德一角為初次演出常規角色的作品。

## 演出作品
※粗體字為主要角色。

### 電視動畫
2014年
- 魔法科高中的劣等生（一高學生、女學生）
- 刀劍神域Ⅱ（店員NPC機器人）

2015年
- 銃皇無盡的法夫納（夏洛特·B·羅德）
- 電波教師（小宮瀧[6]）
- 歌之王子殿下♪ 真愛革命 （女性歌迷、觀眾）
- 怪盜Joker 第2期（貝拉）
- 與魔共舞（葛葉梓奈[7]）
- 我被抓到貴族女校當「庶民樣本」（壬生麻矢、女僕）
- 女武神驅動 -美人魚-（夢露）
- 偶像學園（小健）

2016年
- 學戰都市Asterisk 第2期（黎沈華[8]）
- 在下坂本，有何貴幹？（女學生）
- 少年女僕（小孩時代的桂一郎）
- 小桃小栗 Love Love物語（社員女子A）
- LoveLive! Sunshine!!（良美）
- NEW GAME!（蓮〈結音的弟弟〉）
- 天真與閃電（女學生）
- 雷加利亞三聖星（店主）
- 路人超能100（不良少女B）
- 時間飛船24（小孩們、女子學生A、女性CM[9]、收音機女子主播）
- 魔法少女育成計劃（米娜葉爾）
- 競女!!!!!!!!（島田哀）
- 文豪Stray Dogs 第2期（湯姆·索伊爾）
- 夢幻慶典（澤村千弦〈兒童時代〉）

2017年
- 時間飛船24（經紀人、TV主持人、8歲少年2）
- 亞人醬有話要說（店員）
- 人渣的本願（前輩女子A、美容師、女學生）
- 偶像學園STARS！（颯太、小倉渚）
- 快盜天使BREAK（觀眾）
- 戰鬥女子學園（小惠）
- NEW GAME!!（蓮）
- 咕嚕咕嚕魔法陣（時之女神A）
- 奇諾之旅 -the Beautiful World- the Animated Series（少年、羊D）
- 結城友奈是勇者 -鷲尾須美之章-
- LoveLive! Sunshine!! 第2期（良美）

2018年
- 比宇宙更遠的地方（亞衣奈）
- 搖曳露營△（犬山朱莉）
- 刀使之巫女（益子薰[10]）
- 三麗鷗男子（幼年的祐、少年的祐）
- 龍王的工作！（男孩子）
- 怪獸娘～奧特怪獸擬人化計劃～（卡茲星人）
- 妖精森林的小不點（白明）
- 小松先生 第2期（小孩）
- 漫畫女孩（女性）
- 和風喫茶鹿楓堂（傳藏的飼主）
- 最終休止符 -無止境的螺旋物語-（紅）
- 後街女孩（沙耶）
- 異世界魔王與召喚少女的奴隷魔術（グラスウォーカーB）
- 隔壁的吸血鬼美眉（動畫角色A）
- Anima Yell!（根古屋鈴子[11]）

2019年
- 魔法禁書目錄III（母親）
- 超可動女孩1/6（房伊田美琴[12]）
- JoJo的奇妙冒險 黃金之風（少年D）
- 彼方的阿斯特拉（盧卡·艾斯伯基特[13]）

2020年
- 龍族拼圖（銀）
- 寶石商人理察的謎鑑定（中田正義〈少年時代〉）
- 歌舞伎町夏洛克（京極冬人〈幼年〉）
- 王者天下3（向）
- 魔法水果籃 第2期（男孩子）
- 遊戲王SEVENS（後藤半斗）
- Lapis Re:LiGHTs（露西菲爾）
- 夢夢貓（粉絲俱樂部部員B）
- 魔法律事務所 第2期（莉莉·馬西亞斯）
- 天晴爛漫！（小刀）
- 我立於百萬生命之上（西卡斯）
- 熊熊勇闖異世界（凱）
- 排球少年！！TO THE TOP（宮侑〈小4〉）

2021年
- 搖曳露營△ SEASON2（犬山朱莉）
- 遊戲王SEVENS（哈特拉普）
- 關於我轉生變成史萊姆這檔事 第2期（長耳族F）
- 裏世界遠足（綠色小孩）
- 悠悠哉哉少女日和 Nonstop（友人）
- Fairy蘭丸（幼焰）
- 不要欺負我，長瀞同學（女格鬥家）
- 歌劇少女!!（澤田千夏[14]）
- 開掛藥師的異世界悠閒生活～到異世界開藥房去～（諾耶拉）
- 結城友奈是勇者 -大滿開之章-
- 陰陽眼見子（三次、鬼怪）

2022年
- 闇芝居
- 怪人開發部的黑井津小姐（一姊·三姊）
- 王者天下4（向）
- Healer Girl 歌癒少女（孩子們）
- 舞動不止（流鶯〈幼少期〉）
- 遊戲王GO RUSH（鳩、加山バッドラブ）
- 街角魔族 2丁目（南野）
- 盛開的阿斯特諾莉亞 吸！（精靈）
- ORIENT 東方少年（種子島繁）
- 異世界歸來的舅舅（學生）
- 決鬥大師 WIN（ランナー）
- 蠟筆小新（菅田川將暉、小孩A）
- 呆萌酷男孩（女性客）
- 聖劍傳說 Legend of Mana -The Teardrop Crystal-（蒂波）
- 明日方舟 黎明前奏（碎骨[15]）
- 泡泡糖忍戰（女侍）

2023年
- 不要欺負我，長瀞同學 2nd Attack（女格鬥家）
- 物之古物奇譚（笞）
- Opus.COLORs 色彩高校星（幼年響）
- 我內心的糟糕念頭（下級生A）
- 名偵探柯南（山田幸子）
- 帶著智慧型手機闖蕩異世界。2（卡洛琳·利埃特）
- 絆之Allele（歌手）
- 和山田談場Lv999的戀愛（山田秋斗〈小學生〉）
- 獻祭公主與獸王（侍女A）
- AI電子基因（少女、年幼的須藤光）
- 決鬥大師 WIN 決鬥學園篇（ランナー）
- 咒術迴戰 懷玉·玉折 / 澀谷事變（枷場美美子）
- 堀與宮村 -piece-（女學生A）
- 競速 OVERTAKE!（英语：オーバーテイク!）（女孩子、女粉絲）
- 東京復仇者 天竺篇（鶴蝶〈小學生〉[16]）
- 我的新上司是天然呆（公司職員）

2024年
- 戰國妖狐（真介〈幼年〉）
- 百千家的妖怪王子（斑目瑠衣）
- 神奇柑仔店 錢天堂（入間謙一、金城梅香）
- 反派千金等級99～我是隱藏頭目但不是魔王～（小孩）
- 奇異賢伴 黑色天使
- 無職轉生II～到了異世界就拿出真本事～（女學生G）
- WIND BREAKER—防風少年—
- 王牌酒保 神之杯（蕾斯莉）
- 搖曳露營△ SEASON3（犬山朱莉[17]）
- 雙生戀情密不可分（古瀨千夏）
- 2.5次元的誘惑（女學生B）
- 我的妻子不具感情（西園寺理人[18]）
- 聽說你們要結婚！？（大原春子）
- 七大罪 啟示錄四騎士 第2期（少年奇恩）
- 魔王2099（女學生A）
- 哆啦A夢（路人B）

2025年
- 哆啦A夢（靴下右·左）
- 群花綻放、彷如修羅（孩子）
- 青春特調蜂蜜檸檬蘇打（美月）
- 一兆＄游戏
- 青之壬生浪（京八陽太郎〔幼年〕）
- MIRU 我的未來（亞當[19]）

### OVA
2016年
- 噬血狂襲II「逃亡的第四真祖篇Ⅰ」（看護師）

2018年
- 妖精森林的小不點「螺絲與床／地爐與博弈」（白明）[20]
- 怪獸娘（黑）～超人力霸王怪獸擬人化計劃～（加茲星人）

2019年
- 蒼穹之戰神 THE BEYOND（皆城朔夜）

### 劇場動畫
2017年
- 與魔共舞 -Fortuna-（葛葉梓奈）

2019年
- Love Live! Sunshine!! 學園偶像電影～彩虹彼端～（良美）
- 劇場版 為了誰的鍊金術師（少年）

2021年
- 劇場版 咒術迴戰 0（枷場美美子[21]）

2022年
- 電影版 搖曳露營△（犬山朱莉）

### 遊戲
2013年
- 坦克戰記4：月光的歌姬（邦尼爾）

2015年
- 問答RPG 魔法使與黑貓維茲（ナゴミ・オソドリ、庫羅侍女[22]）
- XUCCESS HEAVEN（樒榁巳[23]）
- 白貓Project（柯佩莉亞·杰貝托[24]）
- 妖怪百姬（牛頭、垢嘗）

2016年
- 學戰都市Asterisk 鳳華絢爛（黎沈華[25]）

2018年
- 刀使之巫女 刻印一閃之燈火（益子薰[26]）
- 天華百劍 -斬-（千人切）

2021年
- Lapis Re：LiGHTs ～這個世界的偶像會用魔法～（露西菲爾）

2023年
- 刀劍神域 異絆集結（尤娜[27]）

2024年
- 鳴潮（散华）

2025年
- 無期迷途（派爾琪雅）

### 特攝
2021年
- 超人力霸王Trigger（德班）

### 廣播
- A&G NEXT BREAKS FIVE STARS（文化放送 超!A&G+：2015年4月9日－、星期四主持人）[28]
- 松田的超英雄電波（RADIO關西、NICONICO直播：2016年4月6日－）[29]

### CD

#### 音樂CD
| 發售日   | 名稱                               | 演唱名義                                                            | 歌曲名稱                                 | 商業搭配                                     |        |
| 2015年   | 2015年                             | 2015年                                                              | 2015年                                   | 2015年                                       | 2015年 |
| -------- | ---------------------------------- | ------------------------------------------------------------------- | ---------------------------------------- | -------------------------------------------- | ------ |
| 11月18日 | 電視動畫《魔物娘的同居日常》原聲帶 | ANM48（相內沙英、篠田南、千本木彩花、泊明日菜、新田日和、松田利冴） | 「」 「」                                | 電視動畫《魔物娘的同居日常》插入曲           |        |
| 12月28日 | 無限大の未来へ / Twinkle Collector | FIVE STARS（黑澤朋世、深川芹亞、田中美海、松田利冴、吉田有里）      | 「無限大の未来へ」 「Twinkle Collector」 | 廣播《A&G NEXT BREAKS FIVE STARS》節目主題曲 |        |

#### 廣播劇CD
2015年
- 銃皇無盡的法夫納 廣播劇CD「學園長的野心」（夏洛特·B·羅德）
- Trinity Tempo（虎谷大河[30]）

## 外部連結
- 事務所公開簡歷（日語）
- 前略、ぼなぺてぃっ！！ （页面存档备份，存于）（日語）
- 松田利冴的X（前Twitter）（日語）